# Старая (Вологодская область)
Старая — деревня в Сямженском районе Вологодской области.
Входит в состав Житьёвского сельского поселения, с точки зрения административно-территориального деления — в Житьёвский сельсовет.
Расстояние по автодороге до районного центра Сямжи — 15 км, до центра муниципального образования Житьёва — 7 км. Ближайшие населённые пункты — Горушка, Жар, Подгорная.
По переписи 2002 года население — 3 человека.